# Helena Blam
Helena Sara Blam domo Kurek (ur. 1915 r.) – polska Sprawiedliwa wśród Narodów Świata.

## Życiorys
Helena Blam domo Kurek wychowywała się z matką i ojczymem w Borysławiu koło Drohobycza. W czasie okupacji niemieckiej wspólnie z rodziną dostarczała żywność znajomym Żydom uwięzionym w getcie. Po likwidacji getta w Borysławiu w czerwcu 1943 r. rodzina Heleny ukryła kilka osób zbiegłych w owym czasie. W czasie okupacji niemieckiej pracowała w rafinerii ropy naftowej położonej w bezpośrednim sąsiedztwie obozu pracy przymusowej. W 1944 r. Helena Blam wyprowadziła z obozu pracy kilkoro Żydów i zorganizowała dla nich kryjówkę w rodzinnym gospodarstwie. Ukrywanymi byli członkowie rodziny Rajnerów, Moshe Blam i młody mężczyzna o imieniu Yzydor Majer. W konsekwencji Helena i jej matka zostały aresztowane i przesłuchane w Drohobyczu. Po nieprzyznaniu się do oskarżeń zostały wypuszczone na wolność. W tym czasie ukrywani zdołali opuścić kryjówkę i zbiec do lasu. Po zakończeniu działań wojennych Helena zawarła związek małżeński z jednym z ukrywanych, Mosze Blamem i w roku 1948 wyemigrowała z nim do Izraela, gdzie przyjęła imię Sara i przeszła konwersję na judaizm. 
24 marca 1964 r. została uhonorowana przez Jad Waszem medalem Sprawiedliwa wśród Narodów Świata.